# توره أندريه فلو
توره أندريه فلو (بالنرويجية: Tore André Flo)‏ (مواليد 15 يونيو 1973) هو لاعب كرة قدم نرويجي دولي سابق كان يلعب كمهاجم. سبق له أن لعب في كأس العالم لكرة القدم 1998 مع منتخب بلاده. لعب 76 مباراة دولية سجل خلالها 23 هدفاً.

## روابط خارجية
- توره أندريه فلو على موقع IMDb (الإنجليزية)
- توره أندريه فلو على موقع الاتحاد الدولي (مؤرشف)  (الإنجليزية)
- توره أندريه فلو على موقع الاتحاد الأوربي (الإنجليزية)
- توره أندريه فلو على موقع اتحاد النرويج (النرويجية)
- توره أندريه فلو على موقع قاعدة بيانات كرة القدم.إي يو (الإنجليزية)
- توره أندريه فلو على موقع ناشيونال فوتبول تيمز (الإنجليزية)
- توره أندريه فلو على موقع Soccerbase.com (لاعب) (الإنجليزية)
- توره أندريه فلو على موقع Soccerway.com (الإنجليزية)
- توره أندريه فلو على موقع عالم كرة القدم.نت (الإنجليزية)
- توره أندريه فلو  على سكروي